# São Saturnino
São Saturnino ist eine portugiesische Gemeinde (Freguesia) im Kreis (Concelho) von Fronteira mit 234 Einwohnern (Stand 19. April 2021)..

## Geschichte und Sehenswürdigkeiten
Zu Zeiten der Provinz Lusitanien siedelten Römer hier. Unter den zahlreichen Funden aus dieser Epoche ist eine römische Grabstätte zu nennen, deren archäologische Ausgrabungsstätte Ara funerária na Herdade de Val de Paredes besichtigt werden kann. Zudem wurden in dem heute als Turismo rural genutzten Landgut Herdade de São Francisco römische Mosaike, Dachziegel, Keramik und andere Reste einer römischen Villa gefunden.
Zur Geschichte des heutigen Ortes existieren kaum Dokumente. Er entstand vermutlich im Zuge der Siedlungspolitik nach Abschluss der portugiesischen Reconquista im 13. Jahrhundert, durch den Ritterorden von Avis, dem das Gebiet unterstand, und der in der Region eine Reihe Orte gründete oder neu besiedelte. Im Verlauf der Zeit verlagerte sich der Schwerpunkt vom eigentlichen Ort São Saturnino in den heutigen Hauptort der Gemeinde, Vale de Maceiras.
Die Gemeindekirche Igreja Paroquial de São Saturnino steht unter Denkmalschutz.

## Verwaltung
São Saturnino ist Sitz einer gleichnamigen Gemeinde (Freguesia). Sie besteht im Wesentlichen aus zwei Ortschaften:
- São Saturnino
- Vale de Maceiras

Vale de Maceiras ist dabei als Hauptort zu betrachten. Er hat eine größere Einwohnerzahl und die Gemeindeverwaltung sitzt hier. Der Gemeindename ist aus historischen Gründen beibehalten worden.